# Colonia Aborigen El Pastoril
Colonia Aborigen El Pastoril o El Pastoril es una colonia de la etnia aborigen mocoví situada en el sur de la Provincia del Chaco, Argentina. Se halla a la vera de la Ruta Nacional 95, al sur de la ciudad de Villa Ángela. Depende administrativamente de Villa Ángela, de cuyo casco céntrico dista unos 9 km.

## Historia
El poblado surgió en 1923 cuando unas siete familias que habitaban en las inmediaciones de Charata se mudó hasta un lote ubicado al sudoesete de Villa Ángela para trabajar en la herrería de Pedro Riera, uno de los primeros pobladores de Villa Ángela. Además de la herrería los pobladores vivían de la caza, agricultura en pequeña escala y el comercio con los blancos. Paulatinamente reemplazaron las precarias viviendas por otras más sólidas construidas con maderas de los campos de la zona.
En 1929 el cacique José Manito viajó a una audiencia con el presidente Hipólito Yrigoyen quien les prometió entregar unas 1.700 hectáreas, pero recién en 1941 consiguieron un permiso precario por 200 hectáreas, que constituyen el espacio actual. Ese mismo año se creó la escuela del lugar.

## Infraestructura
Cuenta con un puesto de salud dependiente de Villa Ángela, una escuela de educación bilingüe, una capilla católica y una evangélica.

## Población
El INDEC no reconoció en los censos de 2001 y 2010 a El Pastoril como un aglomerado urbano, aunque se estiman unas 1.100 personas, de las cuales un 70% pertenecería a la confesión evangélica.

## Vías de comunicación
Su principal vía de comunicación es la Ruta Nacional 95, que la comunica por pavimento al oeste con Coronel Du Graty y la Provincia de Santa Fe, y al norte con Villa Ángela y la Provincia de Formosa.